# 이탈리아 전쟁 (1494년-1498년)
이탈리아 전쟁 (1494년~1498년)은 샤를 8세가 이끄는 프랑스 군이 이탈리아를 침공하여 벌어진 전쟁이다. 백년전쟁(1337~1453)후 상비군과 관료제를 통해 중앙집권에 성공하며 프랑스는 강대국이 되었다. 샤를 8세가 나폴리에 대한 앙주 가문의 계승권을 명분으로 하여 밀라노 공작 루드비코의 도움하에 1494년 9월 이탈리아 원정을 실시했다.
프랑스 원정군은 당시로는 생소했던 야전용 대포를 동원하여 정치적으로 분열되어 있던 이탈리아 국가들의 용병부대를 쉽게 제압하였다. 특별히 큰 전투없이 쉽게 나폴리를 점령하였으나 위기감을 느낀 이탈리아 국가들이 동맹을 맺어 프랑스에 대적하며 프랑스를 나폴리에 고립시켰다.
1495년 7월 귀국길에 오른 프랑스군과 동맹군이 맞붙은 포르노보 전투에서, 양측에 모두 큰 피해가 발생하여 승부를 알 수 없는 가운데 동맹군은 프랑스군의 귀국을 막지는 못했다. 1498년 4월, 2차 원정을 준비하던중에 샤를 8세가 사고로 사망하면서 전쟁은 종결되었다.
샤를 8세의 원정을 통하여 이탈리아 각국은 지중해 해상무역과 상업의 발달로 경제적으로는 풍요로웠으나 외세의 침략에 대해 취약하다는 것이 들어났다. 이에 따라 향후 1559년까지 무려 7차례나 추가적인 대규모 전쟁이 이탈리아 반도에서 벌어지면서, 이탈리아는 유럽 강대국들의 패권 다툼의 각축장으로 변모하게 되었다.

## 역사적 배경

### 나폴리 왕위 계승
1442년 6월 아라곤 국왕 알폰소 5세가 경쟁자들과 20여년간의 오랜 투쟁을 종식시키고 나폴리를 차지했다. 이듬해 교황 에우제니오 4세로부터 나폴리 왕위를 인정받았으며 사후에는 나폴리를 자신의 사생아인 페르디난도 1세에게 물려주었다.(아라곤과 시칠리아등은 알폰소 5세의 친동생인 추안 2세가 상속받았다)
1489년 9월 11일, 교황 인노첸시오 8세(213대 1484~1492)는 나폴리 왕국의 페르디난도 1세가 교황에 대한 봉건 비용 상납을 거부하자 칙서를 통해 그를 파면하고 폐위를 선포했다. 페르디난도 1세는 크게 반발하였고 양측의 관계는 악화되었다. 교황 인노첸시오 8세는 샤를 7세의 손자인 프랑스 국왕 샤를 8세(생몰 1470~1498)에게 나폴리 왕위 계승을 제안하였다. 조부 샤를 7세가 1442년까지 나폴리를 통치했던 앙주의 마리(마리 당주)와 결혼했기 때문에, 샤를 7세의 손자인 샤를 8세는 할머니를 통해 정통성을 물려받았다고 판단하여 이것을 근거로 하였다.
교황 인노첸시오 8세와 페르디난도 1세 사이에 분쟁이 벌어졌고 사안이 미처 해결되지 않은 상태에서 1492년에 교황이 죽고 말았다. 페르디난도 1세 역시 1494년 1월 25일 사망한후에 나폴리 왕위는 아들 알폰소 2세에게 넘어갔다. 알폰소 2세는 1494년 5월 8일에 교황 특사였던 후안 데 보르하 양콜 데 로마니를 통해 공식적인 대관식을 거행하였지만 프랑스 샤를 8세는 그를 나폴리 국왕으로 인정하지 않았다. 이러하듯 교황 인노첸시오 8세가 샤를 8세에게 제공한 호의는 이탈리아 정치사에 불행의 씨앗으로 남고 말았다.

### 밀라노 계승 분쟁
1476년, 루도비코 스포르차는 친형 갈레아초가 암살당한뒤 어린 조카가 공작이 되자 미밍인 형수와 권력다툼을 통하여 섭정의 자리를 차지한다. 이후 실권을 쥐고 밀라노를 통치하며 조카(잔 갈레아초)가 성년이 되었음에도 섭정에서 물러나지 않고 권력찬탈을 노렸다. 잔 갈레아초(조카)가 나폴리 왕국의 왕세자 알폰소(장인)를 통해 도움을 요청하자 나폴리 국왕 페르디난도 1세가 루도비코에게 섭정에서 물러나라는 경고를 보냈다.

루도비코는 이것을 내정 간섭이라 하며 거부하였고 나폴리를 견제하기 위해 1494년 3월, 자신의 조카 비앙카와 신성로마황제 막시밀리안 1세의 결혼을 성사시키며 혼인동맹을 맺는다. 신부와 함께 매우 큰 금액의 지참금을 보내면서 밀라노 공작위를 황제에게 인정받았으며 이를 통해 권력기반을 다졌다. 한편 피렌체는 로렌초 데 메디치가 사망한후 그의 아들 피에로가 나폴리와 동맹을 맺었는데, 교황과 베네치아가 이 동맹에 참여하며 밀라노가 고립되었다.
이를 타개하기 위해 루도비코는 프랑스와 동맹을 체결한후 나폴리의 왕위계승을 주장하고 있는 샤를 8세의 이탈리아 원정을 충동질하였는데 이는 외세를 이용하여 자신의 지위를 공고히 하는 동시에 이탈리아를 혼란에 빠트리고자 하는 속셈이었다. 이를 통해 밀라노를 고립시킨 동맹을 와해 시키고 자신을 공격하거나 내정간섭을 하지 못하게 하면서, 한편으로는 나폴리의 페르디난도 1세를 축출하려는 계산이었다.

### 줄리아노 추기경
1492년 인노첸시오 8세가 선종한 후 콘클라베에서 교황 알렉산데르 6세가 즉위하자 경쟁자였던 줄리아노 델라 로베레 추기경(훗날 교황 율리오 2세)은 크게 반발했다. 거액의 뇌물이 오고간 금품선거의 결과라고 주장하였고 신임 교황의 성직매매 혐의등을 고발하며 선출이 무효라고 주장하였다.
교황의 회유와 협박이 이어졌고 신변의 위험을 느낀 줄리아노 추기경은 프랑스로 도피했다. 프랑스 국왕 샤를 8세를 만난 줄리아노 추기경은 콘클라베가 무효라고 주장하며 이탈리아 원정을 부추겼다. 줄리아노 추기경은 과거 카를 대제(800년)나 오토 대제(963년)처럼 샤를 8세가 교황령을 점령하여 교회를 정화한후 알렉산데르 6세를 폐위시키고 자신을 새로운 교황으로 옹립해줄것을 기대했다.

### 프랑스의 샤를 8세

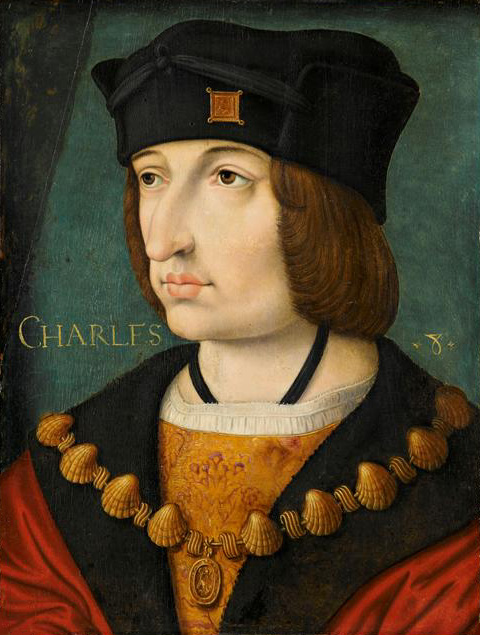
프랑스 국왕 샤를 8세(1470~1498)

백년전쟁에서 승리한 샤를 7세(재위 1422~1461)는 유럽 최초로 상비군을 창설하여 중앙집권을 추진하였다. 그의 아들 루이 11세(재위 1461~1483)는 귀족들의 힘을 누르고 강력한 왕권을 정립하였으며 프랑스는 강대국으로 거듭났다. 13세의 어린나이에 즉위한 샤를 8세(재위 1483~1498)는 누이의 섭정 끝에 22살이 되던 1492년에 친정을 시작하게 되었다.
1489년에 교황 인노첸시오 8세의 나폴리 왕위 계승 제안을 수용했던 그는 밀라노의 루도비코와 줄리아노 추기경의 거듭된 이탈리아 원정 요청에 응답하여 전쟁준비에 돌입하였다. 원정에 앞서 그는 주변 왕국들의 군주들과 평화 조약을 맺었다. 1492년에는 잉글랜드 헨리 7세와, 1493년에 신성로마제국 막시밀리안 1세와 상리스 조약을 맺고 일부 부르고뉴 공작령을 돌려주었다. 샤를 8세는 나폴리를 점령하여 그곳을 십자군 원정(성지탈환)의 전초기지로 삼는다는 명분하에 귀족들을 설득하며 원정준비를 진행하였다.

## 프랑스 침공
샤를 8세는 25,000명의 프랑스군과 8,000명의 라이슬로이퍼를 데리고 이탈리아 반도를 침공했다. 라팔로 전투에서 루이 드 오를레앙(훗날 루이 12세)이 승리함으로써 샤를은 제노바 공화국으로 침공할 수 있는 진군로를 확보했다. 10월 19일, 프랑스 군은 모르다노 요새를 포위했고, 요새가 항복하지 않자 대규모 포격을 감행했다. 요새가 함락된 이후 프랑스는 생존자들을 학살했다.
1494년 11월 중순 샤를 8세의 군대는 피렌체 외곽에 도달했고 몇몇 요새를 공격한후 주요 주둔지 제공과 프랑스 군대가 토스카나 지역을 무사통과를 요구했다. 실권자 피에로 데 메디치는 무능하게 대처하던 끝에 요구조건 전면수용이라는 굴욕적인 굴복을 선택했다. 피렌체인들은 이에 대해 폭동을 일으켰고 메디치 가문을 추방하였다. 베르나르도 루첼라이와 다른 피렌체 정부는 샤를 8세과 협상을 통해 원만하게 사태 수습했다.
프랑스군은 1495년 2월 나폴리에 도착해 포위나 격전 없이 이를 점령했다. 뒤늦게 외세의 위험성을 깨닫은 이탈리아 각국은, 1495년 3월 베네치아 동맹이라 알려진 반프랑스 연합을 창설하여 북부 이탈리아를 통하는 프랑스의 보급과 연락로를 차단했다. 고립된 샤를 8세는 질베르 드 몽팡시에를 나폴리의 총독으로 임명하여 일부 군대를 남긴채 귀국길에 올랐다.

## 베네치아 연맹
프랑스군의 진군속도와 모르다노 약탈에서 보여준 잔혹성으로 인해 이탈리아의 다른 국가들은 충격에 빠졌다. 프랑스 샤를 8세는 나폴리 점령후 밀라노에 대한 계승권을 주장하기 시작했는데 샤를 8세의 5촌 증조 할머니뻘 되는 발렌티아는 밀라노 공작이었던 비스콘티 가문의 딸이라는 것을 내세웠다. 발렌티아는 프란체스코 1세 스포르차의 부인인 비앙카보다 항렬이 높으므로 계승서열에서 앞선다는게 샤를 8세의 논리였다. 또한 발렌티아는 적장자지만 비앙카는 사생아였으며 프란체스코 1세는 쿠데타를 통해 정권을 잡았기 때문에 정통성에 문제가 있다고 주장하였다. 이 소식을 접한 밀라노 공작 루도비코는 샤를 8세의 이탈리아 원정을 부추겼던 자신의 잘못을 깨닫고 뒤늦게 교황 알렉산데르 6세와 협력하기 시작했다.

당시 교황 알렉산데르 6세는 프랑스와 여러 이탈리아 국가에 자식들을 결혼 보내 자신의 영지를 지키고자 했다. 교황은 프랑스의 헤게모니에 대항하는 적들과 동맹을 형성했다. 교황 자신과 시칠리아 왕국의 왕이자 아라곤 왕국의 왕이었던 페르난도 2세, 신성 로마 황제 막시밀리안 1세, 밀라노 공국의 루도비코 스포르차, 그리고 베네치아 공화국이 동맹을 맺었다. 1495년의 신성 동맹 또는 베네치아 연맹이라고 알려진 이 연맹은 1495년 3월 31일 선포되었다.
연맹은 프란체스코 2세 곤차가의 주도 하에 병력을 수집했다. 북부 이탈리아 도시국가 대부분을 비롯해 베네치아 연맹은 샤를 8세가 프랑스로 돌아가는 모든 통로를 차단했다. 나폴리에서 포위되는 것을 원하지 않았던 샤를 8세는 1495년 5월 20일 롬바르디아를 향해 북쪽으로 진격했다. 그는 베네치아 연맹과 1495년 7월 6일 포르보노 전투에서 맞붙었다. 양측 모두 승리를 주장하였다. 그러나 병력의 우세에도 연맹군은 프랑스군보다 2배나 더 많은 군사를 잃었다. 샤를은 프랑스로 돌아가는 길에 적의 영토로부터 안전히 철수할 수 있었고, 베네치아 연맹군은 그를 멈출 수 없었다. 하지만 샤를 8세 역시 그가 이탈리아에서 이룬 업적을 모조리 잃고 말았다. 장기적인 측면에서 포르보노 전투는 프랑스의 피로스의 승리라고 할 수 있다.

## 결과와 영향

### 실패한 원정
샤를 8세는 간신히 프랑스로 귀국했으며 원정은 성과 없이 왕실 재정만 축내고 말았다. 샤를 8세는 앙부아즈 성에 머무르면서 여러 차례 이탈리아 원정을 재개하려 계획했다. 그러나 1498년 4월 7일 28세의 샤를 8세는 실내 테니스를 즐기던 도중 기둥에 머리를 세게 박아 두개골 골절로 사망함으로 인해 실현하지 못하고 전쟁은 종료되었다. 그의 자식들은 모두 요절했기 때문에 왕위는 오를레앙 공작(루이 2세)이 프랑스 왕 루이 12세가 되어 즉위하였다.

### 나폴리 영토 회복
프랑스군이 나폴리로 진군해오자 나폴리 국왕 알폰소 2세는 1495년 왕위를 아들인 페르디난도 2세에게 물려주고 시칠리아의 수도원으로 도망갔다. 이후 나폴리에서는 반역이 일어났고 페르디난도 2세는 나폴리를 지키지 못하고 이스키아섬으로 도망쳐야 했다. 샤를 8세의 군대가 나폴리를 떠나자 페르디난도 2세(1469~1496)는 스페인의 장군 곤살로 페르난데스 데 코르도바의 도움을 받아 나폴리의 프랑스군과 프랑스에 협력한 나폴리인들을 패배시키고 나폴리 왕국을 되찾았다.

### 혼인 동맹
역사적으로 볼때 이탈리아의 관할권은 명목상 신성로마 제국 황제가 가지고 있었다. 따라서 프랑스 샤를 8세의 이탈리아 침공은 황제의 권한에 대한 침해였다. 아울러 스페인은 방계 가문이 통치하는 나폴리를 지켜야 했다. 프랑스를 경계할 필요성을 느낀 황제 막시밀리안 1세와 스페인의 페르난도 2세는 자녀들의 혼인을 통해 동맹을 맺었다. 스페인의 후안 왕자는 막시밀리안 1세의 마르가레테와, 스페인의 광녀 후아나 공주는 펠리페 1세와 이중 결혼(겹 사돈)을 맺어 동맹을 공고히 했다. 후아나와 펠리페 1세의 결혼식은 1496년 10월 20일 현 벨기에 리르에서 열렸다. 이 결혼으로 인해 훗날 두 사람(펠리페 1세와 후아나)의 자녀인 카를 5세가 스페인과 신성로마제국을 상속받는 역사가 이루어지게 되었다.

## 참고 문헌
- Pastor, Ludwig von (1902). The History of the Popes, from the close of the Middle Ages, third edition, Volume V Saint Louis: B. Herder 1902.